# انتخابات الرئاسة الكولومبية 1904
انتخابات الرئاسة الكولومبية 1904 هي الانتخابات الرئاسية التي جرت في 1904، في كولومبيا، فاز بالانتخابات رافائيل رييس.